# Stefania Mazurczak
Stefania Maria Mazurczak-Wieśniak ps. „Fioletowa” (ur. 24 stycznia 1941 we Lwowie, zm. 15 czerwca 2019 w Szczecinie) – polska artystka, plastyczka, malarka i graficzka, twórczyni biżuterii artystycznej i mozaik szczecińskich

## Życiorys
Stefania Mazurczak urodziła się podczas II wojny światowej, w rodzinie Franciszka Mazurczaka i Marceli z domu Łambucka, miała młodszą siostrę Lidię. W 1946 po zakończeniu II wojny światowej cała rodzina osiedliła się w Szczecinie. Stefania po ukończeniu szkoły podstawowej rozpoczęła naukę w Liceum Plastycznym w Szczecinie, gdzie zdała maturę. W 1960 podjęła studia w Państwowej Wyższej Szkole Sztuk Plastycznych we Wrocławiu na Wydziale Ceramiki i Szkła o specjalizacji ceramika artystyczno-przemysłowa. Studiowała w pracowni malarstwa u profesor Marii Dawskiej oraz w pracowni grafiki u profesora Stanisława Dawskiego, dyplom otrzymała w 1966. Po ukończeniu studiów w 1966 powróciła do Szczecina. W 1967 została przyjęta do Związku Polskich Artystów Plastyków. Zajmowała się malarstwem sztalugowym, ściennym i grafiką użytkową. W szczecińskim środowisku artystycznym nazywana była Fioletową. Jej obraz „Złote sny i fioletów żal” stanowi autoportret artystki – odniosła się w nim do swoich osobistych przeżyć, próbując na płótnie zatrzymać to co ulotne i nietrwałe, konsekwentnie stosując kolorystyczną gamę fioletów – jej znak rozpoznawczy w życiu i sztuce. 
Stefania Mazurczak tworzyła dzieła sztuki użytkowej zdobiące budynki i inne obiekty. Przykładowo, w duecie z Andrzejem Maciejewskim zrealizowała płaskorzeźbę „Ikar” dla Portu Lotniczego w Goleniowie (1976) oraz mozaikę na elewacji jednego z budynków Stoczni Szczecińskiej (1970) w postaci charakterystycznego gryfa ze śrubą okrętową, będącym logotypem stoczni, otoczonym abstrakcyjnym wielobarwnym tłem.
Stefania Mazurczak jest autorką malowideł ściennych wykonanych dla Hotelu „Reda” w Szczecinie (1987), Hotelu „Orbis-Continental” w Szczecinie (1990), „Otexu”, Domu Handlowego „Odzieżowiec” w Szczecinie. Realizowała także projekty graficzne dla „Odry”, „Dany”, „Gryfa”, „Rybexu”, Wojewódzkiego Przedsiębiorstwa Handlu Artykułami Papierniczymi i Sportowymi, Zjednoczenia Gospodarki Rybnej, Huty Szczecin, Spółdzielni Mleczarskiej w Stargardzie, Krajowej Agencji Wydawniczej. Realizowała projekty malarskie także w Świnoujściu, Międzyzdrojach i Drawnie.
Jej prace zdobią ściany Urzędu Wojewódzkiego i Urzędu Miejskiego w Szczecinie, Książnicy Pomorskiej w Szczecinie, a także znajdują się w zbiorach prywatnych w kraju i za granicą: w Kanadzie, Japonii, Szwecji, Francji, Niemczech i Grecji.
Od 1983 projektowała i wykonywała unikatową srebrną biżuterię z kamieniami szlachetnymi, prezentowaną na licznych wystawach.
Stefania Mazurczak została pochowana 21 czerwca 2019 na Cmentarzu Centralnym w Szczecinie (kw. 29C/01/13).
Miała męża Stanisława Wieśniaka, olimpijczyka z Helsinek w 1972.

## Wystawy indywidualne
- 1970, 1976 – Malarstwo, „Klub 13 Muz”, Szczecin
- 1976 – Plakat, „Klub MPiK”, Świnoujście
- 1984 – Biżuteria unikatowa, „Galeria Sztuki”, Umea, Szwecja
- 1986 – Malarstwo i biżuteria, „Galeria PSP”, Bydgoszcz
- 1987 – Srebro, „Galeria Srebra”, Łódź
- 1997 – Wystawa jubileuszowa „30-lecie pracy twórczej”, Galeria pod Bocianem, Szczecin
- 2003 – Wystawa jubileuszowa „35-lecie pracy twórczej”, Zamek Książąt Pomorskich, Szczecin
- 2008 – Malarstwo, „Galeria Kierat”, Szczecin
- 2008 – Malarstwo i biżuteria unikatowa, „Galeria 111”, Szczecin
- 2009 – Malarstwo, „Galeria Klatka”, Szczecin

## Wystawy zbiorowe
- 1970–1992 – Wystawy poplenerowe, „Międzynarodowe Plenery Bałtyckie”, Świnoujście
- 1995 – Wystawa poplenerowa, „Fascynacja papierem”, Buk
- 1998, 2001, 2002 – Wystawy poplenerowe, „Nowogardzkie Lato Filmowe”, Nowogard
- 1999–2000 – Wystawa poplenerowa, Marianowo
- 2000 – Wystawa poplenerowa, „Ogólnopolski Plener Sztuk Wizualnych”, Dobromierz
- 2001 – Wystawa poplenerowa, Galeria Zameczek Rycerski, Wrocław
- 2001 – Impresje-malarstwo, Zamek Książąt Pomorskich, Szczecin

## Nagrody i wyróżnienia
- 1973 – I Nagroda za plakat w „Ogólnopolskim Przeglądzie Teatrów Małych Form” w Szczecinie
- 1973 – I Nagroda w dziedzinie malarstwa w konkursie o tematyce łowieckiej w Szczecinie
- 1973 – III Nagroda za projekt „Wodnik” i „Pstrąg” w konkursie Zjednoczenia Gospodarki Rybnej w Szczecinie
- 1975 – Nagroda za najlepszy plakat roku ”Kobiecie polskiej” w Szczecinie
- 2008 – Jej stopa została odciśnięta w Alei Gwiazd Uznanych Artystów Malarzy w Nowogardzie podczas XII Międzynarodowego Festiwalu „Lato z muzami”[8]
- 2014 – Złota Odznaka Związku Polskich Artystów Plastyków za całokształt pracy twórczej